# Lista de campeãs do carnaval de São Paulo - Grupo de acesso
Esta é uma lista de escolas de samba campeãs do Grupo de acesso de São Paulo, vinculadas a LigaSP.

## Campeãs
| Ano  | Campeã | Enredo | Carnavalesco-Comissão de Carnaval                                                                                      | Ref.   |
| ---- | --- | --- | --- | ------ |
| 1968 | Unidos de Vila Maria (1)                                                                                               | Homenagem à Villa Lobos                                                                                                | João Franco | [ 1 ]  |
| 1969 | Império do Cambuci (1)                                                                                                 | Viajando através do Brasil                                                                                             | Alberto Alves | [ 2 ]  |
| 1970 | Mocidade Alegre (1) | Zumbi dos Palmares | Raquel Trindade | [ 3 ]  |
| 1971 | Morro da Casa Verde (1)                                                                                                | Brasil, Samba e Flores                                                                                                 | Zeca da Casa Verde | [ 4 ]  |
| 1972 | Imperador do Ipiranga (1)                                                                                              | Brincando na Passarela                                                                                                 | Laerte Toporcov | [ 5 ]  |
| 1973 | Cabeções de Vila Prudente (1)                                                                                          | Dança Folclórica de Quatro Estados                                                                                     | Comissão de Carnaval                                                                                                   | [ 6 ]  |
| 1974 | Rosas de Ouro (1) | Canta o Conta os Quatro Cantos do Brasil                                                                               | Maria Tereza Azevedo, Ivone Resende e Neide Basílio                                                                    | [ 7 ]  |
| 1975 | Pérola Negra (1) | São Paulo de Adoniran Barbosa                                                                                          | Benauro | [ 8 ]  |
| 1976 | Barroca Zona Sul (1)                                                                                                   | O Sonho de Palmares | Sebastião Eduardo do Amaral e Wilson R. de Moraes                                                                      | [ 9 ]  |
| 1977 | Império do Cambuci (2)                                                                                                 | Manoa, um Sonho Dourado                                                                                                | Nelson Crecibeni Filho e Carlos D'Andrade                                                                              | [ 10 ] |
| 1978 | Cabeções de Vila Prudente (2)                                                                                          | Coroação de um Rei Negro                                                                                               | Comissão de Carnaval                                                                                                   | [ 11 ] |
| 1979 | Príncipe Negro (1) | O Ajuricaba, Filho da Amazônia                                                                                         | Comissão de Carnaval                                                                                                   | [ 12 ] |
| 1980 | Cabeções de Vila Prudente (3)                                                                                          | Crenças Fantásticas | Comissão de Carnaval                                                                                                   | [ 13 ] |
| 1981 | Unidos do Peruche (1)                                                                                                  | Moço de Prata, Vitória-Régia no Carnaval                                                                               | Mori Baldaceda | [ 14 ] |
| 1982 | Flor da Vila Dalila (1)                                                                                                | Remotas Gerações a Caminho do Brasil                                                                                   | B. Lobo | [ 15 ] |
| 1983 | União Independente da Vila Prudente † (1)                                                                              | Sonhos e Ilusões de um Mestre-Sala                                                                                     | Augusto Henrique | [ 16 ] |
| 1984 | Imperador do Ipiranga (2)                                                                                              | Sapucaia Roca – Cidade Encantada                                                                                       | Elóy Velamis | [ 17 ] |
| 1985 | Flor da Vila Dalila (2)                                                                                                | Fascinação, O Carnaval Paulista através dos Tempos                                                                     | José Maria Zolesi | [ 18 ] |
| 1986 | Acadêmicos do Tucuruvi (1)                                                                                             | Carnaval, Alegria do Povo                                                                                              | Osvaldinho da Cuíca | [ 19 ] |
| 1987 | Barroca Zona Sul (2)                                                                                                   | Asas para a Liberdade                                                                                                  | Dorinho Marques e Sebastião Eduardo do Amaral                                                                          | [ 20 ] |
| 1988 | Leandro de Itaquera (1)                                                                                                | Elo da Paz “O Arco-Iris de Oxumarê” - Festa na Senzala                                                                 | Sônia Pinotti | [ 21 ] |
| 1989 | Pérola Negra (2) | Alô, Alô Ilusão, no País das Maravilhas a Sorte é Sua                                                                  | Wany Araújo | [ 22 ] |
| 1990 | Passo de Ouro (1) | Revulusambando | Comissão de Carnaval                                                                                                   | [ 23 ] |
| 1991 | Gaviões da Fiel (1) | A Dança das Horas | Raul Diniz | [ 24 ] |
| 1992 | Imperador do Ipiranga (3)                                                                                              | Tia Ciata | Dirceu Zungalo | [ 25 ] |
| 1993 | Primeira da Aclimação (1)                                                                                              | Oh! Linda | João Lima | [ 26 ] |
| 1994 | X-9 Paulistana (1) | Confete, A Saudade Colorida                                                                                            | Pedro Pinotti | [ 27 ] |
| 1995 | Tom Maior (1) | Made in China – O Papel do Papel                                                                                       | José Carlos Lisboa e Jadir                                                                                             | [ 28 ] |
| 1996 | Leandro de Itaquera (2)                                                                                                | 300 Anos de Zumbi, A Festa é Nossa                                                                                     | Marco Aurélio Ruffin                                                                                                   | [ 29 ] |
| 1997 | Camisa Verde e Branco (1)                                                                                              | Alô Mauês, Taí Nosso Carnaval                                                                                          | Luiz Bezerra e Berossy                                                                                                 | [ 30 ] |
| 1998 | Águia de Ouro (1) | Assim Caminha a Humanidade                                                                                             | José Carlos Lisboa | [ 31 ] |
| 1999 | Tom Maior (2) | Nosso Jardim de Cada Dia                                                                                               | Paulo Fornias e Marcelo Luís Silva                                                                                     | [ 32 ] |
| 2000 | Pérola Negra (3) | Canta Brasil...A Tropicália no Ano 2000                                                                                | Cícero Carlos, Carlos Barbosa, Márcia Carvalho e Gelson Coelho                                                         | [ 33 ] |
| 2001 | Unidos de Vila Maria (2)                                                                                               | Vila Maria: A Seguir As Cenas dos Próximos Capítulos                                                                   | Wágner Santos | [ 34 ] |
| 2002 | Barroca Zona Sul (3)                                                                                                   | A Magia dos Jardins da Verde e Rosa                                                                                    | Mauro de Oliveria e José Maria Zolesi                                                                                  | [ 35 ] |
| 2003 | Acadêmicos do Tatuapé (1)                                                                                              | Abram Alas para o Rei Abacaxi                                                                                          | Babu Energia | [ 36 ] |
| 2004 | Mancha Verde (1) | A Saga Italiana em Terra Paulistana                                                                                    | Eduardo Caetano | [ 37 ] |
| 2005 | Gaviões da Fiel (2) | Renasce, Sacode a Poeira e Dá a Volta Por Cima                                                                         | Jorge Freitas | [ 38 ] |
| 2006 | Imperador do Ipiranga (4)                                                                                              | O Sertão não virou Mar, virou Pomar                                                                                    | Vaníria Nejelschi | [ 39 ] |
| 2007 | Gaviões da Fiel (3) | Anchieta, José do Brasil                                                                                               | Jorge Freitas | [ 40 ] |
| 2008 | Unidos do Peruche (2)                                                                                                  | Quilombo, Quilombolas, Kizomba, Meu Quilombo é Peruche                                                                 | Comissão de Carnaval                                                                                                   | [ 41 ] |
| 2009 | Águia de Ouro (2) | No Swing a Pompéia, Águia de Ouro te Convida Pra Dançar                                                                | Victor Santos | [ 42 ] |
| 2010 | Nenê de Vila Matilde (1)                                                                                               | A Água Nossa de Cada Dia. A Pureza da Águia é a Essência de Nossas Vidas!                                              | Delmo Moraes | [ 43 ] |
| 2011 | Dragões da Real (1) | A Felicidade se Conta em Contos                                                                                        | Eduardo Caetano | [ 44 ] |
| 2012 | Nenê de Vila Matilde (2)                                                                                               | Chica Convida... No Palácio da Nenê, a Festa é Para Você!                                                              | Fernando Dias | [ 45 ] |
| 2013 | Pérola Negra (4) | O Espetáculo vai Começar, Pérola Negra Apresenta: O Auto da Compadecida                                                | André Machado | [ 46 ] |
| 2014 | Unidos de Vila Maria (3)                                                                                               | Nos meus 60 Anos de Alegria, Sou Vila Maria e faço a Festa Resgatando do Passado Brinquedos e Brincadeiras de Criança  | Lucas Pinto | [ 47 ] |
| 2015 | Unidos do Peruche (3)                                                                                                  | Karabá e o Menino do Coração de Ouro                                                                                   | Murilo Lobo | [ 48 ] |
| 2016 | Mancha Verde (2) | Mato Grosso – Uma Mancha Verde no Coração do Brasil                                                                    | Magoo | [ 49 ] |
| 2017 | X-9 Paulistana (2) | Vim, Vi e Venci! A Saga Artística de um Semideus                                                                       | Lucas Pinto | [ 50 ] |
| 2018 | Águia de Ouro (3) | Mercadores de Sonhos                                                                                                   | Vinícius Freitas e Sérgio Caputo Gall                                                                                  | [ 51 ] |
| 2019 | Pérola Negra (5) | Da majestosa África, tu és negra mulher guerreira a verdadeira Pérola Negra                                            | Anselmo Brito | [ 52 ] |
| 2020 | Vai-Vai (1) | Vai-Vai de corpo & Álamo                                                                                               | Chico Spinoza | [ 53 ] |
| 2021 | Inicialmente adiados para o mês de julho, os desfiles do Carnaval 2021 foram cancelados devido a pandemia de Covid-19. | Inicialmente adiados para o mês de julho, os desfiles do Carnaval 2021 foram cancelados devido a pandemia de Covid-19. | Inicialmente adiados para o mês de julho, os desfiles do Carnaval 2021 foram cancelados devido a pandemia de Covid-19. | [ 54 ] |
| 2022 | Estrela do Terceiro Milênio (1)                                                                                        | Ô abre alas que elas vão passar                                                                                        | Murilo Lobo |        |
| 2023 | Vai-Vai (2) | Eu Também Sou Imortal                                                                                                  | Luiz Robles, Buiu, Paulo Rogério, Ezequiel, Luciana e Radamés                                                          |        |
| 2024 | Estrela do Terceiro Milênio (2)                                                                                        | Vovó Cici Conta e o Grajaú Canta: O Mito da Criação                                                                    | Murilo Lobo |        |

## Títulos por escola
| Escola                                | Títulos | Anos                         |
| ------------------------------------- | ------- | ---------------------------- |
| Pérola Negra                          | 5       | 1975, 1989, 2000, 2013, 2019 |
| Imperador do Ipiranga                 | 4       | 1972, 1984, 1992, 2006       |
| Águia de Ouro                         | 3       | 1998, 2009, 2018             |
| Unidos do Peruche                     | 3       | 1981, 2008, 2015             |
| Unidos de Vila Maria                  | 3       | 1968, 2001, 2014             |
| Gaviões da Fiel                       | 3       | 1991, 2005, 2007             |
| Barroca Zona Sul                      | 3       | 1976, 1987, 2002             |
| Cabeções de Vila Prudente             | 3       | 1973, 1978, 1980             |
| X-9 Paulistana                        | 2       | 1994, 2017                   |
| Nenê de Vila Matilde                  | 2       | 2010, 2012                   |
| Tom Maior                             | 2       | 1995, 1999                   |
| Leandro de Itaquera                   | 2       | 1988, 1996                   |
| Flor da Vila Dalila                   | 2       | 1982, 1985                   |
| Império do Cambuci                    | 2       | 1969, 1977                   |
| Mancha Verde                          | 2       | 2004, 2016                   |
| Vai-Vai                               | 2       | 2020, 2023                   |
| Estrela do Terceiro Milênio           | 2       | 2022, 2024                   |
| Dragões da Real                       | 1       | 2011                         |
| Acadêmicos do Tatuapé                 | 1       | 2003                         |
| Camisa Verde e Branco                 | 1       | 1997                         |
| Primeira da Aclimação                 | 1       | 1993                         |
| Passo de Ouro                         | 1       | 1990                         |
| Acadêmicos do Tucuruvi                | 1       | 1986                         |
| União Independente da Vila Prudente † | 1       | 1983                         |
| Príncipe Negro                        | 1       | 1979                         |
| Rosas de Ouro                         | 1       | 1974                         |
| Morro da Casa Verde                   | 1       | 1971                         |
| Mocidade Alegre                       | 1       | 1970                         |